# Kristian Krystew
Kristian Krystew, bułg. Кристиан Кръстев (ur. 9 lipca 1976 w Jambole) – bułgarski menedżer i samorządowiec, w 2013 minister transportu, technologii informacyjnych i komunikacji.

## Życiorys
Ukończył ekonomię przemysłową i międzynarodowe stosunki gospodarcze na Uniwersytecie Gospodarki Narodowej i Światowej w Sofii. Na tej samej uczelni odbył też studia z prawa oraz obronił doktorat z ekonomii. Od 1998 do 2003 kierował działem kadr w gazecie „Wreme”, następnie był dyrektorem departamentu w ministerstwie transportu. Od 2005 do 2010 był dyrektorem bułgarskiego oddziału linii lotniczej Wizz Air, później zatrudniony w bułgarskiej spółce powiązanej z przedsiębiorstwem FedEx. Był przewodniczącym rad dyrektorów operatorów portu lotniczego Burgas (2004–2005) i portu morskiego w Warnie (2009–2013).
Od marca do maja 2013 pozostawał ministrem transportu, technologii informacyjnych i komunikacji w przejściowym gabinecie Marina Rajkowa, następnie powrócił do pracy w sektorze prywatnym. W 2020 został zastępcą burmistrza Sofii, odpowiedzialnym za transport i mobilność miejską.

## Życie prywatne
Jego siostra Tanja Dimitrowa obejmowała funkcje gubernatora obwodu Jamboł oraz ambasadora w Chorwacji. W 2014 został wyświęcony na subdiakona w Bułgarskim Kościele Prawosławnym.